# Kiskőrös–Kalocsa-vasútvonal
A Bács-Kiskun vármegyében fekvő Kiskőrös–Kalocsa-vasútvonal a MÁV 153-as számú, egyvágányú, nem villamosított 34,7 km hosszú mellékvonala. A vasútvonalon 2007. március 4. óta nincs személyszállítás.

## Története

### Építése
A Budapest–Zimony-vasútvonal Baja és Mitrovica mellett Kalocsa városát is elkerülte. A fővonal mentén lévő nagyobb településeket, kárpótlásként, szárnyvonalak segítségével kapcsolták be a Budapest–Zimony-vasútvonalhoz. A MÁV által épített, Kiskőrös állomástól kiágazó 30 km hosszú szárnyvonalat, a fővonal Pest és Szabadka közötti vonalszakaszával együtt, 1882. december 5-én nyitották meg.  A felépítmény 23,6 kg/fm tömegű, „e” jelű vassínekből épült.

### Napjainkban
A vasútvonalon a személyszállítás megszűnt, a teherforgalom azonban megmaradt.
2011-ben új iparvágány épült a foktői növényolajgyárhoz. A megnövekedett teherforgalom számára szükségessé vált a vonal átépítése is használt anyagból 48 kg/m sínrendszerűre.
2022-ben a Budapest–Kelebia-vasútvonal és ezzel együtt Kiskőrös állomás átépítéséhez kapcsolódóan új nyomvonalra került a vonal kiskőrösi kiágazása mintegy 1 km hosszban.
A személyforgalom újraindítása nincs napirenden.

## Felépítmény
A jelenlegi, rendkívül vegyes sínrendszerű felépítmény hagyományos, hevederes illesztésű. A pályában 48-as rendszerű sínek fekszenek, vegyes sínleerősítéssel, jellemzően talpfákon.

## Járművek

### Személyforgalom
Az 1930-as évektől a személyszállítást ABmot motorkocsikkal látták el, majd az 1970-es évek közepétől néhány évig M32-esek vontatták a személyvonatokat. Az 1980-as évek elejétől 2007-ig a személyszállítást kizárólag Bzmotokkal végezték.

### Teherforgalom
A tehervonatokat régebben 324-es és 424-es gőzmozdonyok továbbították, Kalocsán kétállásos mozdonyszín volt. Később az 1960-as és 1970-es években, a dízelmozdonyok megjelenésével, M31 és M44 mozdonyok váltották fel őket. A kalocsai kiképzőközpont miatt a vonal katonai jelentősége is nagy volt, azonban a kiképzőközpont bezárásával megszűntek a katonai szállítások.

## További irodalom
- Kalocsa Foktő iparvágány felújítása